# Dionisio Catone
Dionisio Catone, noto anche come Dionigi Catone (in latino Dionysius Cato; III o IV secolo), è stato uno scrittore latino.

## Biografia
Si sa molto poco sulla vita di Dionisio Catone.
È l'autore presunto dei Disticha Catonis ("Distici di Catone"), opera di carattere morale in distici di esametri, divisa in quattro libri. Quest'opera ha avuto larga diffusione nel Medioevo ed è stata tradotta in numerose lingue, tra cui in italiano nelle versioni di Bonvesin de la Riva e di Catenaccio Catenacci.

## Opere
- Disticha Catonis, traduzione di Catellucio de Campania, Roma, Johannes Schurener, 1475.